# Uge Sogn
Uge Sogn (dt.: Uk, sønderjysk: Uch) ist eine Kirchspielsgemeinde (dän.: Sogn)  in Nordschleswig im südlichen Dänemark. Bis 1970 gehörte sie zur Harde Lundtoft Herred im damaligen Åbenrå-Sønderborg Amt, danach zur Tinglev Kommune im damaligen Sønderjyllands Amt, die im Zuge der Kommunalreform zum 1. Januar 2007 in der Aabenraa Kommune in der Region Syddanmark aufgegangen ist.
Den Mittelpunkt von Uge Sogn bildet Uge Kirke. Die romanische Dorfkirche besitzt keinen Turm, sondern einen hölzernen Glockenstapel. Bemerkenswerte Ausstattungsstücke sind der romanische Taufstein und die Kanzel aus der Werkstatt von Hinrich Ringeringk in Flensburg.

## Gemeindegebiet
Das im Vergleich zu den Nachbargemeinden ziemlich kleine Kirchspiel Uge hat eine Fläche von ca. 30 Quadratkilometern und 488 Einwohner, davon 230 im Ort Uge (Stand 1. Januar 2023). Es grenzt im Norden an Bjolderup Sogn, im Osten an Ensted Sogn (deutsch Enstedt), im Südwesten an Tinglev Sogn (deutsch Tingleff) und im Südosten an Kliplev Sogn (deutsch Klipleff).

## Geschichte
Im Mittelalter gehörte Uge zur Harde Lundtoft Herred (dt.: Lundtoftharde), die in den ältesten Quellen wie dem Erdbuch König Valdemars des Siegers von 1231 noch nach Kliplev benannt wurde. Der Westteil des Kirchspiels mit den Dörfern Lovtrup (dt.: Lautrup) und Almstrup gehörte jedoch ursprünglich zum Kirchspiel Tinglev und der benachbarten Slogs Herred  (dt.: Schluxharde), welche zeitweise sogar nach Lovtrup benannt war.
Uge liegt unweit des Ochsenweges. Unweit desselben lag aller Wahrscheinlichkeit nach Urnehoved, im Mittelalter das schleswigsche Landes-Ding. Hier befindet sich heute eine Erinnerungsstätte, auch wenn es andere mögliche Tingstätten gegeben haben mag. Im Dreißigjährigen Krieg wurde Uge angeblich von durchziehenden Truppen Wallensteins geplündert.
Der Rechts- und Administrationsbezirk der Lundtoftharde wurde von der landesherrlichen Burg Søgård (dt.: Seegaard) im Kirchspiel Kliplev aus verwaltet. Diese geriet im 14. Jahrhundert jedoch in adlige Hände und konnte vom Herzog bzw. König nicht mehr eingelöst werden. Søgård bildete fortan das größte adlige Gut im Herzogtum Schleswig, und mehrere seiner Besitzer fungierten als königliche Statthalter in Schleswig und Holstein. Im Gegensatz zum größten Teil der Lundtoft Herred verblieb der größte Teil der Gemeinde Uge jedoch beim Landesherrn und bildete über lange Zeit wie auch Rinkenæs (deutsch Rinkenis) einen der beiden einzigen zusammenhängenden, nicht unter Gutsherrschaft stehenden Teile der alten Harde. Erst 1853 verloren die Güter ihren Status als Rechtsdistrikte. Die Lundtoftharde wurde somit wiedervereinigt, nachdem sie 1850 bereits vom Tønder Amt (deutsch Tondern) zum Amt Apenrade gelegt worden war.
Der Krieg zwischen Dänemark und den deutschen Großmächten führte 1864 zum Anschluss des Herzogtums Schleswig an Preußen. Die Gemeinde wurde in die beiden Landgemeinden Uge und Lovtrup (mit Almstedt) aufgeteilt und kamen zum neuen Kreis Apenrade, der fast mit dem alten Amt identisch war.
Bei der Volksabstimmung 1920 gab es in Uge eine nur knappe dänische Mehrheit von 174 zu 165 Stimmen. Fortan bildete das Kirchspiel Uge eine einheitliche Gemeinde im neu strukturierten dänischen Åbenrå Amt.
1970 wurde Uge mit Bjolderup, Burkal (deutsch Buhrkall), Bylderup (deutsch Bülderup), Ravsted (deutsch Rapstedt) und Tinglev zur neuen Tinglev Kommune zusammengelegt. 2007 wurde diese Teil der Großkommune Aabenraa, die mit allerdings stark veränderten Grenzen an Größe dem alten Åbenrå Amt gleichkommt.

## Wirtschaft und Verkehr
Die Gemeinde Uge liegt an der Hauptstraße von Tønder und Tinglev nach Aabenraa und hat relativ gute Busverbindungen. An dieser Straße liegt vier Kilometer nordöstlich vom Kirchdorf auch eine Anschlussstelle der Autobahn E 45.
Die Bahnstrecke Fredericia–Flensburg berührt den westlichen Teil der Gemeinde. Unmittelbar südwestlich liegt der Intercity-Bahnhof von Tinglev mit Abzweig in Richtung Sønderborg (deutsch Sonderburg). Die Nachbarbahnhöfe in Bolderslev (deutsch Bollersleben) in der Gemeinde Bjolderup an der Hauptstrecke und Bjerndrup (deutsch Behrendorf) in der Gemeinde Kliplev an der Sønderborger Strecke wurden 1974 stillgelegt.